# Prinsbisdom Münster

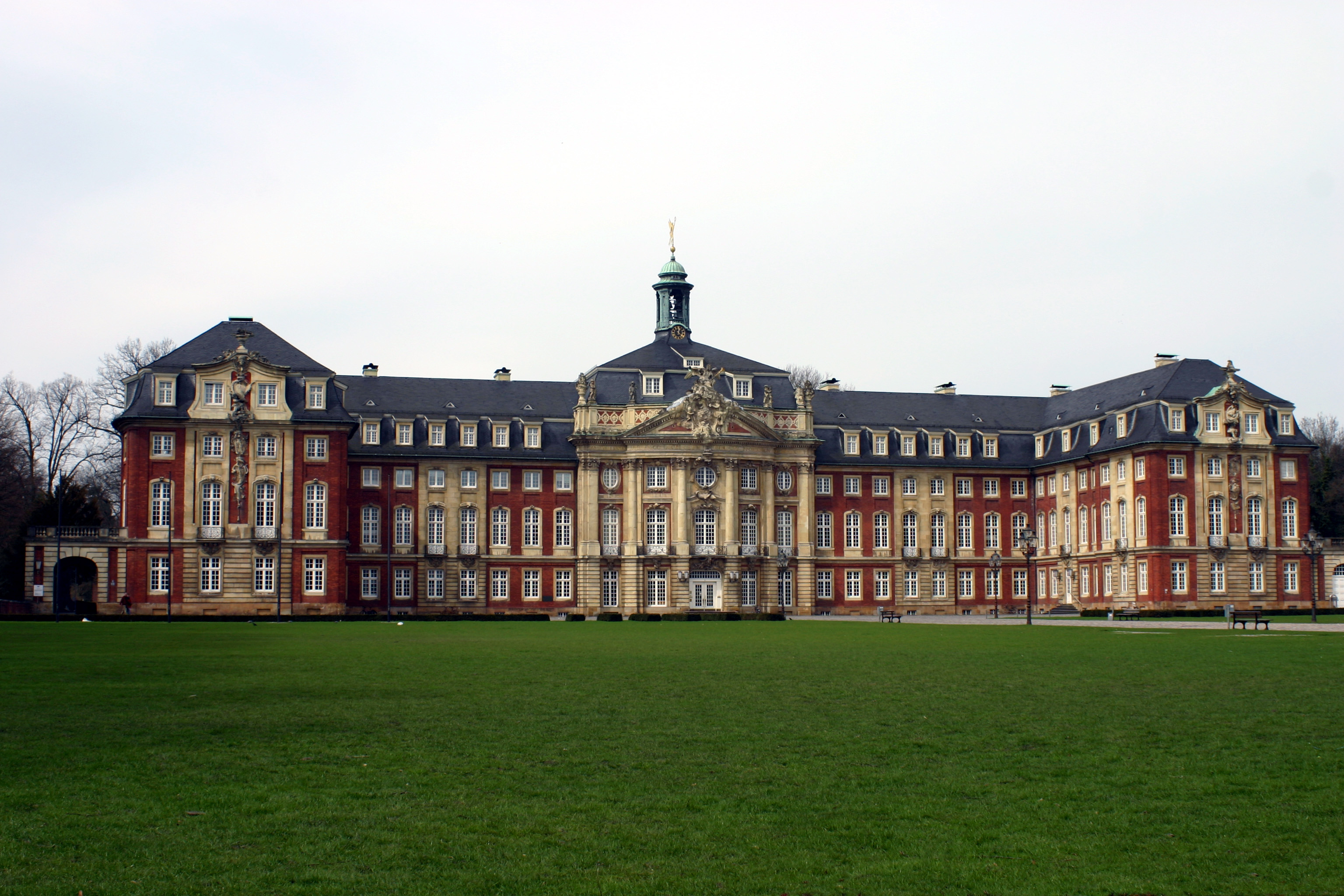
Prinsbisschoppelijk paleis in Münster

Het prinsbisdom Münster (Duits: Fürstbistum Münster of Hochstift Münster) was van 1180 tot 1803 een geestelijk vorstendom in het noordwesten van het Heilige Roomse Rijk. Het prinsbisdom werd als wereldlijk machtgebied bestuurd door de bisschoppen van Münster.

## Geschiedenis
Het vorstendom of sticht ontstond in de 12e eeuw bij het uiteenvallen van het stamhertogdom Saksen. De bisschop van Münster, voorheen louter een kerkelijke autoriteit, kreeg delen van dat grondgebied in feodale leen. In de volgende eeuwen werd dat gebied verder uitgebreid. Deze wereldlijke autoriteit bestreek in sommige periodes een gebied dat zelfs groter was dan het bisdom. Het nedersticht Münster maakte kerkelijk deel uit van het bisdom Osnabrück. Binnen het Heilige Roomse Rijk werd Münster ingedeeld bij de Nederrijns-Westfaalse Kreits.
Van 1450 tot 1457 werd het prinsbisdom door burgeroorlog geteisterd. Deze Münsterische Stiftsfehde was een machtsstrijd tussen twee adellijke geslachten om de bisschopszetel, het Graafschap Hoya en de door het Hertogdom Bourgondië gesteunde Walraven van Meurs, die de overwinning leek te gaan behalen. Uiteindelijk kende de paus de bisschopszetel aan geen van beiden toe, maar aan Johan van Palts-Simmern. In 1463 veroverde de bisschop het graafschap Delmenhorst. Het graafschap bleef tot de herovering door Oldenburg in 1547 deel van Münster.
Een crisismoment werd veroorzaakt door de Reformatie. In 1520 poogde de prins-bisschop Frans van Waldeck het protestantisme in te voeren en van het vorstendom zijn eigen erfelijke titel te maken. Deze poging mislukte, maar het blijft onrustig in de stad Münster, in het prinsdom en in de omliggende gebieden. Rond 1534 moet er in de stad Münster een einde gemaakt worden aan het gevestigde theocratisch-militaire Wederdopersrijk van Jan van Leiden. Ruim een eeuw later zal de contrareformatorische prins-bisschop Bernhard von Galen tweemaal oorlog voeren met de Nederlandse Republiek vanwege zijn territoriale aanspraken op de heerlijkheid Borculo in het hertogdom Gelre.
De eerste keer vanaf 1664 tijdens de Tweede Engels-Nederlandse Oorlog en de tweede keer in 1672 tijdens de Hollandse Oorlog als bondgenoot van Lodewijk XIV van Frankrijk, toen Münster een tijdlang Groningen, Drenthe en Overijssel bezette. In 1673 bezette de prins-bisschop ook de rijksheerlijkheid Gemen. In 1709 werd de heerlijkheid Werth gekocht van Saksen-Hildburghausen.

### Confessionalisering en het tijdperk van de Verlichting
Vanaf 1585 voltrok zich in het vorstbisdom Münster over een periode van bijna honderd jaar een proces waarin, binnen de pluriformiteit van religieuze levensvormen die zich sinds de Reformatie hadden ontwikkeld, werd gestreefd naar een confessioneel homogeen territorium. In dit proces van **confessionalisering** werd de vorming van een nieuwe, traditioneel gekleurde katholieke kerkstructuur verbonden met een nieuwe staatsvorm – het absolutisme –, al week dit slechts beperkt af van de middeleeuwse structuren van de geestelijke territoria, en voltrok zich vooral binnen een confessioneel eigen kader.  
Deze periode valt grotendeels samen met het bestuur van de bisschoppen Ernst van Beieren (1585–1612), Ferdinand van Beieren (1612–1650) en Christoph Bernhard von Galen (1606–1678), en komt daarmee overeen met het tijdvak van de Dertigjarige Oorlog (1618–1648).  
De toegenomen heerserschapsaanspraken van vorstbisschoppen binnen een zich vormende staat kwamen tot uiting in het feit dat het concilie grotendeels de besluiten van de bisschop bevestigde, die een uitvoerende hervormingsmacht naar zich toetrok. Deze macht werd versterkt via het officium episcopale, dat werd hervormd met het oog op een centralere staatsstructuur en tegelijkertijd als bestuurscentrum van het bisdom fungeerde. Daarbij verloor het domkapittel steeds meer terrein aan de bisschop.  
Evenzo mislukte de protestantse hervorming van het bisdom onder Franz von Waldeck doordat deze werd gezien als een inbreuk op de machtsstructuren van de bisschop. Vanaf 1601 werd naar Beiers voorbeeld een ‘geestelijke raad’ ingesteld, die als tegenmacht moest optreden tegen dreigende hervormingsmaatregelen. Daarbij ging het met name om het verhinderen van hervormingen als de beoordeling van de leer en levenswandel van geestelijken, die tot conflicten met de aartsdiaconaten leidden. Deze raakten hun bevoegdheden gedeeltelijk kwijt.  
In reactie hierop werd in 1621 het ambt van generaal-vicaris, dat eerder aan de bisschop was verbonden, overgedragen aan de aartsdiakenen. Zij kregen de hoogste gezagsfunctie binnen het aartsdiaconaat toegewezen. Opvallend is dat de generaal-vicaris meestal een lager geplaatste geestelijke was die geen parochiale binding had. Daardoor ontstond er spanning tussen de generaal-vicaris en het domkapittel, dat zijn positie probeerde te versterken als tegenmacht tegen de bisschop.  
Een beslissende betekenis voor de katholieke hervorming was het streven van de geestelijkheid naar het verkrijgen van maatschappelijke status en invloed. Om deze status te verwerven, werd sterk ingezet op religieuze vorming en een voorbeeldige (en vooral celibataire) levenswandel van de geestelijkheid. Deze strategie vereiste enerzijds een bewuste overtuiging van de geestelijken zelf, en anderzijds een scholing die aansloot bij de idealen van het Concilie van Trente, dat eiste dat onwetende, onbekwame of moreel verwerpelijke geestelijken óf hervormd óf vervangen moesten worden.
Tijdens de visitatieperioden tussen 1571–73, 1613–16 en 1654–62 werd zichtbaar dat dit ideaal slechts langzaam werd bereikt. Een merkbare stap was echter het verdwijnen van het concubinaat onder geestelijken, dat rond 1600 vrijwel volledig was uitgebannen. Op de lange termijn bleek niet de uiterlijke tucht of straf doorslaggevend te zijn, maar vooral het belang van vorming binnen een intern kerkschoolse structuur.
In tegenstelling tot de eisen van het Concilie werd er geen afzonderlijk priesterseminarie opgericht, maar werd de opleiding van geestelijken toevertrouwd aan de jezuïeten, onder wie het gymnasium Paulinum in Münster viel. Zij verzorgden het onderwijs aan jongens die priester wilden worden en richtten speciale geestelijke gemeenschappen op voor dat doel.
Het doel was het vormen van een nieuwe generatie katholieken die vanuit een duidelijke, innerlijk beleefde geloofsovertuiging zou leven. Idealiter kwam deze overtuiging niet uit sociale druk van ouders voort, maar uit een persoonlijk motief tot het uitoefenen van religieuze en leidinggevende functies.
Bijzonder invloedrijk was het model van religieuze oefening dat Ignatius van Loyola met zijn orde had ingesteld. Daarin stond een subjectieve gerichtheid op God centraal, ondersteund door een streng geestelijk leven en een gemeenschapsstructuur, zoals die ook vorm kreeg binnen jeugdbewegingen en broederschappen aan het eind van de 16e eeuw. Daarbij hoorden ook leken die belangrijke posities bekleedden.
Binnen deze bewegingen ontwikkelden zich ook nieuwe onderwijsmodellen: het idee van een ‘jeugdbeweging in de kerk’, waarbij jongeren uit katholieke (of zelfs protestantse) gezinnen werden opgeleid voor toekomstig leiderschap. Deze vorm van scholing beperkte zich niet tot de lagere school, maar werd uitgebreid tot latere pastorale functies, inclusief catechismusonderwijs op basis van de Romeinse Catechismus, die sinds 1600 in Münster verplicht werd.
Een bijzondere uitingsvorm hiervan was het Tridentijnse vormingsideaal: een sobere, geestelijke levenshouding waarin traditie en gehoorzaamheid centraal stonden, maar altijd gekoppeld aan een subjectieve, innerlijke geloofsbeleving. Deze stond in dienst van het doorbreken van automatisme en het stimuleren van bewuste geloofsgroei.

### De periode na het prinsbisdom (1802)
In 1802 bezetten Pruisische troepen het gebied. Bij de Reichsdeputationshauptschluss van 21 februari 1803 werd het sticht opgeheven en verdeeld onder verschillende rijksvorsten en rijksgraven.
In paragraaf 2 wordt het volgende geregeld:
- er wordt een delingslijn beschreven; aan de rechterkant van die lijn ligt het Pruisische deel. De lijn loopt over Olfen en Seppenrade gem. Lüdinghausen, Kakesbeck, Hiddingsel, Ghisschink, Nottuln, Hulschhofen, Nannhold, Nienberge, Uhlenbrock, Grimmel, Schönfeld en Greven, vandaar de loop van de rivier de Eems tot de samenvloeiing met de Hopstener Aa in het graafschap Lingen.

De rest worden op de volgende manier verdeeld:
- de hertog van Oldenburg: het ambt Vechta en ambt Cloppenburg;
- de hertog van Aremberg: het ambt Meppen met het Keulse graafschap Recklinghausen;
- de hertog van Croy: de rest van het ambt Dülmen;
- de hertog van Looz-Corswarem: de rest van het ambt Bevergern en ambt Wolbeck;
- de vorst van Salm: de ambten Bocholt en Ahaus, in de verhouding twee derde deel voor Salm-Salm en een derde deel voor Salm-Kyrburg. De verdeling moet nader geregeld worden;
- de rijngraaf van Salm: de rest van het ambt Horstmar.

In de Rijnbondakte van 12 juli 1806 worden in artikel 24 o.a. de volgende veranderingen geregeld:
- Horstmar en de bezittingen van de hertog van Looz komen onder soevereiniteit van de groothertog Van Berg
- het graafschap Dülmen komt onder soevereiniteit van de hertog van Aremberg

Na de Vrede van Tilsit verliest Pruisen al zijn bezittingen ten westen van de Elbe, dus ook zijn vorstendom Münster. Een decreet van 18 augustus 1807 maakt het deel van het nieuwe koninkrijk Westfalen.
In 1810 lijft Napoleon het hertogdom Oldenburg, het hertogdom Arenberg en het vorstendom Salm in bij het keizerrijk Frankrijk, zodat het voormalige prinsbisdom verdeeld is over drie staten die geregeerd worden door de familie Bonaparte: het keizerrijk Frankrijk, het koninkrijk Westfalen en het groothertogdom Berg.
Het Congres van Wenen (1815) restaureert de situatie van 1803 gedeeltelijk:
Pruisen krijgt zijn deel met aanvullingen terug (het Oberstift). Ook Oldenburg krijgt zijn deel terug. Daarnaast komt er een deel aan Hannover. Deze twee delen zijn het voormalige Niederstift.
De andere vorsten krijgen de status van gemediatiseerd.
Na meer dan zes eeuwen waren de bisschoppen van Münster opnieuw 'gewone' kerkelijke gezagdragers.

## Administratieve indeling omstreeks 1750
- ambt Ahaus
- ambt Bocholt
- ambt Cloppenburg
- ambt Dülmen
- ambt Horstmar
- ambt Meppen
- stad Münster
- ambt Rheine-Bevergern
- ambt Sassenberg
- ambt Stromberg
- ambt Vechta
- ambt Werne
- heerlijkheid Werth

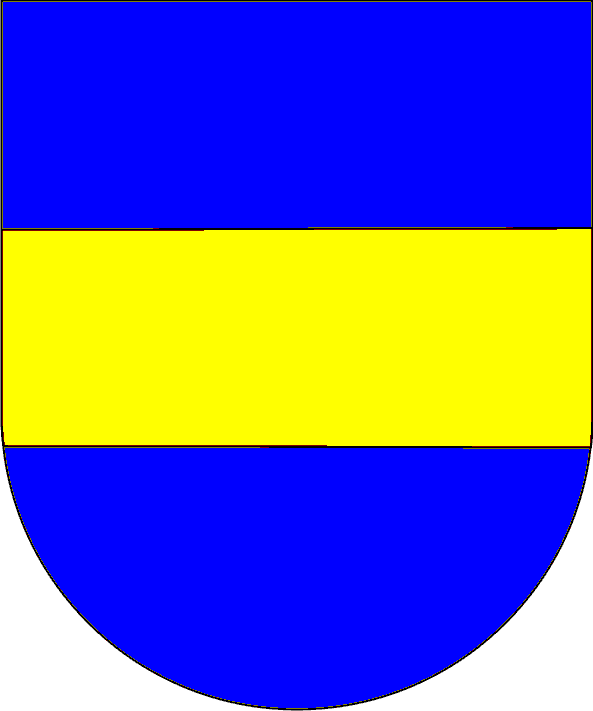
Wapen van het Pruisische vorstendom Münster

- ambt Wolbeck (landelijke gebied rondom de stad Münster)

Ontleend aan de historische atlas "Westfälische Länder, 1750"

## Regenten
- 1174-1203: Herman II van Katzenelnbogen
- 1203-1218: Otto van Oldenburg
- 1218-1226: Dirk III van Isenburg/Altena
- 1226-1248: Ludolf
- 1248-1259: Otto II (van der Lippe)
- 1259-1260: Willem I van Holte
- 1261-1272: Gerhard van Altena (van der Marck)
- 1275-1301: Everhard van Diest
- 1301-1306: Otto III van Rietberg
- 1306-1310: Koenraad I van Berg
- 1310-1357: Lodewijk II van Münster
- 1357-1363: Adolf III van der Marck (overleden 1394)
- 1363-1364: Jan I van Virneburg
- 1364-1379: Floris van Wevelinckhoven (1379-1393: bisschop van Utrecht)
- 1379-1381: Jan II Potho van Pottenstein (1381-1383: bisschop van Schwerin)
- 1381-1392: Hendrik I Wolf van Lüdinghausen
- 1392-1424: Otto IV van Hoya
- 1424-1450: Hendrik II van Moers
- 1450-1456: Walram van Moers
- 1456-1466: Jan II van Beieren (Palts-Simmern)
- 1466-1496: Hendrik III van Schwarzburg (aartsbisschop van Bremen)
- 1497-1508: Koenraad III van Rietberg
- 1508-1522: Erik van Saksen-Lauenburg
- 1522-1532: Frederik III van Wied
- 1532-1532: Erik III van Brunswijk-Grubenhagen (bisschop van Osnabrück en Paderborn)
- 1532-1553: Frans II van Waldeck (administrator van Minden en Osnabrück)
- 1553-1557: Willem II Kettler, een zoon van Godhard II Kettler zu Neu-Assen
- 1557-1566: Bernhard van Raesfeld
- 1566-1574: Jan III van Hoya
- 1574: Jan Willem van Kleef (elect tot....)
- 1585-1612: Ernst van Beieren (keurvorst van Keulen, bisschop van Freising, Hildesheim en Luik)
- 1612-1650: Ferdinand I van Beieren (keurvorst van Keulen, bisschop van Paderborn, Hildesheim en Luik)
- 1650-1678: Christof Bernhard van Galen (1661-1678: abt van Corvey)
- 1678-1683: Ferdinand II van Fürstenberg
- 1683-1688: Maximiliaan Hendrik van Beieren
- 1688-1706: Frederik Christiaan van Plettenberg: deze liet Schloss Nordkirchen als residentie herbouwen
- 1706-1718: Frans II Arnold Wolff van Metternich (1704-1718: bisschop van Paderborn)
- 1718-1761: Clemens August van Beieren
- 1761-1784: Maximiliaan Frederik van Königsegg-Rothenfels (1761-1784: keurvorst van Keulen)
- 1784-1801: Maximiliaan Frans van Oostenrijk